# Zohra Shah
Zohra Shah (ourdou : زہرہ شاہ) était une enfant pakistanaise, esclave domestique d'un couple marié, Hassan Siddiqui et Umme Kulsoom. Elle a subi de graves sévices avant d'être, à l'âge de huit ans, torturée et tuée pour avoir relâché par erreur les perroquets de ses maîtres dans la ville de Bahria (en) dans le Rawalpindi, le 1er juin 2020,,. Sa mort a provoqué un tollé au Pakistan et conduit à des changements législatifs interdisant le travail domestique des enfants dans le pays.

## Enfance
Elle était originaire de Basti Maso Shah, dans le district de Muzaffargarh, dans le sud du Pendjab, à environ 580 kilomètres de la capitale, Islamabad.

## Meurtre
Elle aurait été assassinée pour avoir libéré de précieux perroquets de leurs cages. Des preuves telles que « des cicatrices et des marques plus anciennes » suggèrent que Shah avait été maltraitée à plusieurs reprises alors qu'elle travaillait pour Siddiqui et Kulsoom, et que « des blessures sur ses cuisses » étaient « conformes à une agression sexuelle ».

## Conséquences
Siddiqui et Kulsoom ont été arrêtés et mis en détention provisoire.